# Trixa chinensis
Trixa chinensis är en tvåvingeart som beskrevs av Zhang och Hiroshi Shima 2005. Trixa chinensis ingår i släktet Trixa och familjen parasitflugor. Inga underarter finns listade i Catalogue of Life.